# Samuel de Champlain

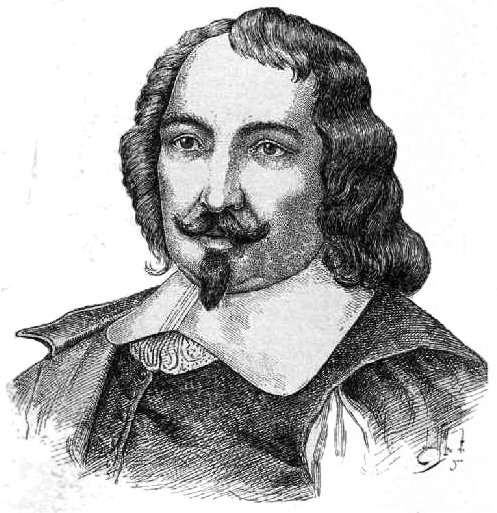
Samuel de Champlain
door Théophile Hamel (1870)

Samuel de Champlain (Brouage, 1567 of 1570 – 25 december 1635) was een Franse cartograaf, ontdekkingsreiziger en grondlegger van de stad Quebec. Hij speelde ook een hoofdrol in het ontsluiten van Noord-Amerika voor de pelshandel. Zijn invloed is nog te zien aan de aanwezigheid van Franssprekende Canadezen in de provincie Quebec, het gebied waar hij een grote invloed had op de kolonisatie. Tijdens zijn reizen bracht hij verscheidene maanden in Noord-Amerika door, waarna hij terug naar Frankrijk reisde, om financiering te regelen voor het vervolgen van zijn activiteiten in Noord-Amerika.

## Vroege reizen
Er is weinig bekend van zijn jeugd.  Door een grote brand in 1690 werden alle documenten in de havenstad Brouage vernietigd, waardoor de exacte geboortedatum ook onbekend is. Zijn vader was Antoine de Champlain, zijn moeder Marguerite Le Roy. Zij was mogelijk hugenote. Samuel vertrok op 15 maart 1603 op zijn eerste reis naar Noord-Amerika met een schip dat daarnaartoe ging voor de pelshandel. Hoewel hij geen officiële rol had op deze reis, maakte hij een topografische kaart van de Saint Lawrencerivier. Toen hij op 20 september van dat jaar terugkwam in Frankrijk, schreef hij een reisverslag met de titel "Des Sauvages" (de Wilden), waarin hij schrijft dat hij uit Brouage komt, maar in een later boek schrijft hij dat hij uit Saintonge was.
Nadat koning Hendrik IV van Frankrijk hem gevraagd had een verslag te maken over de ontdekkingen gedurende zijn reis, nam hij in 1604 deel aan een expeditie naar Nieuw-Frankrijk, die geleid werd door Pierre Dugua. Hij was betrokken bij het stichten van de eerste nederzetting in Acadië op het eilandje Ile Sainte Croix aan de monding van de grensrivier tussen de huidige staat Maine en de Canadese provincie New Brunswick. De nederzetting werd in het volgende voorjaar alweer verlaten, waarna de kolonisten doorvoeren naar Port-Royal aan de Fundybaai. Hij bleef daar tot 1607, en verkende de Atlantische kust in de omgeving.
In 1605 en 1606 bezocht Champlain Cape Cod, in de omgeving van waar nu de plaats Chatham ligt, en onderzocht of het een goede plek voor een nederzetting zou zijn. Na schermutselingen met de plaatselijke Monomoyick indianen kwam hij echter tot de conclusie dat de plaats minder geschikt was voor een Franse vestiging. Hij noemde het gebied "Port Fortune", en gebruikte deze naam op zijn kaarten.

## De grondlegging van de stad Quebec
Op 31 juli 1608 landde Champlain bij Cap Diamant bij de vernauwing van de Saint Lawrencerivier, waar nu de stad Quebec ligt, en bouwde een klein fort om de kolonisten tegen aanvallen van de indianen te beschermen. Het fort bestond uit drie gebouwen met twee verdiepingen, met een vijf meter brede gracht eromheen. Deze vestiging groeide uit tot de huidige stad Quebec. Hij noemde de vestiging "l'Habitation" (de woonplaats), en hij werkte zijn hele leven aan het verder versterken van de stad.
De eerste winter was moeilijk voor de kolonisten. Van de 25 kolonisten overleefden er maar acht. De meeste stierven aan scheurbuik en sommigen aan pokken.

## De relaties met de plaatselijke indianen
Gedurende de zomer van 1608 probeerde Champlain betere verhoudingen met de plaatselijke indianen te krijgen. Hij sloot verdragen met de Huron- en Algonquin-indianen, die ten noorden van de Saint Lawrencerivier woonden, en beloofde hen te helpen met hun oorlog tegen de Iroquois. Champlain ging met negen Franse soldaten en driehonderd indianen op weg om de Rivière des Iroquois te verkennen (tegenwoordig heet deze rivier de Richelieu). Op deze reis vond hij het meer, dat nu het Champlainmeer heet. Dit meer ligt op de grens tussen de huidige staten New York en Vermont in de Verenigde Staten. Omdat ze op dat moment nog steeds geen Iroquois waren tegengekomen, ging het grootste deel van de groep terug. Champlain zette de reis voort met twee Fransen en zestig indianen.
Op 29 juli 1608 kwam Champlain eindelijk een groep Iroquois tegen bij Ticonderoga, bij het huidige Crownpoint in de staat New York. De volgende dag vielen tweehonderd Iroquois Champlains groep aan. Een indiaanse gids wees aan wie de stamhoofden waren in de aanvallend groep, en Champlain doodde twee van hen met een schot van zijn haakbus, een primitief vuurwapen. De Iroquois stopten de aanval, en vluchtten. Deze eerst confrontatie was het begin van de vijandelijke relaties tussen de Fransen en de Iroquois die meer dan honderd jaar duurde.
Na zijn overwinning reisde Champlain terug naar Frankrijk en probeerde vergeefs een handelsmonopolie voor pelzen te behouden. Hij wist echter een contract te sluiten met een groep kooplieden uit Rouen, waarbij Quebec een exclusieve opslagplaats voor doorvoer van pelzen zou worden, in ruil voor steun van de kooplieden aan de nederzetting. Champlain kwam terug naar Quebec op 8 april 1610.

## De verdere ontwikkeling van Nieuw-Frankrijk

kaart van Nieuw-Frankrijk door Champlain, 1612

Champlain keerde in het voorjaar van 1611 terug naar Quebec om de pelshandel verder uit te breiden. Hij besloot verder inlands een handelspost te bouwen, die bereikbaar zou zijn voor de Ottawa-indianen en naburige stammen. Uiteindelijk koos hij een plek waar de rivier de Ottawa in de Saint Lawrencerivier stroomt, bij een berg die hij "Mont Réal" (Nederlands: Koningsberg) noemde. Hij maakte een open plek en bouwde er een fort. Dit was het begin van wat later de stad Montreal zou worden. Spoedig volgde een groot aantal avonturiers die ieder de handel met de indianen probeerde te monopoliseren. Omdat Champlain niet geloofde dat dit in het belang van de nieuwe kolonie was, reisde hij in het najaar van dat jaar naar Frankrijk terug om steun te vinden voor verdere ontwikkeling van Nieuw-Frankrijk. Hij wist koning Lodewijk XIII ervan te overtuigen om op 8 oktober 1612 Charles de Bourbon, comte de Soissons tot gouverneur ("Lieutenant-Général") van Nieuw-Frankrijk te benoemen. Champlain werd benoemd tot vice-gouverneur ("Lieutenant"). Charles de Bourbon overleed al snel, en werd opgevolgd door Hendrik II, prins van Condé. Champlains officiële positie gaf hem het recht om in de naam van de gouverneur de macht uit te oefenen, door middel van het benoemen van sleutelpersonen, het inschakelen van officieren bij de rechtspleging, en voor politiediensten, het opstellen van reglementen en bevelen, verdragen te sluiten of oorlog te voeren met de plaatselijke indianen, en de kooplieden onder controle te houden, die niet deel uitmaakten van het monopolistische handelsverbond. Hij had ook verantwoordelijkheid voor het vinden van een doorvaart naar China en Indië.

## Verdere exploratie van Nieuw-Frankrijk
Aan het begin van 1613 publiceerde hij een verslag van zijn leven in de kolonie van 1604-1612, dat hij "Voyages" (reizen) noemde. Op 29 maart 1613 kwam hij terug in Nieuw-Frankrijk om zijn nieuwe positie in te nemen. Op 27 mei van dat jaar vertrok hij naar het gebied van de Huron-indianen, om zijn verkenning van het gebied voort te zetten met de hoop om de "noordelijke zee" te vinden, waar de indianen hem over verteld hadden (waarschijnlijk hadden ze het over de Hudsonbaai). Hij voer de rivier de Ottawa op, en was de eerste die het bijbehorende gebied beschreef. In juni van dat jaar ontmoette hij Tessouat, het Algonquin-stamhoofd op Alumette eiland, en bood aan om een fort te bouwen, als hij zijn stam zou verhuizen van de slechte grond waar ze woonden, naar een locatie bij de Lachine stroomversnellingen bij het huidige Montreal.
Op 26 augustus was Champlain weer terug in Saint-Malo in Frankrijk. Daar schreef hij een verslag van zijn reis op de rivier de Ottawa, en publiceerde een nieuwe topografische kaart van Nieuw-Frankrijk. In 1614 vormde hij de "Compagnie van Kooplieden uit Rouen en Saint-Malo" en de "Compagnie Champlain", die de kooplieden voor elf jaar verplichtten de kolonie te steunen in ruil voor een handelsmonopolie. Hij keerde weer terug naar Nieuw-Frankrijk met vier geestelijken van de orde van de Minderbroeders, om het religieuze leven in de kolonie te bevorderen.
Champlain bleef werken om de verhoudingen met de indianen te verbeteren. Hij beloofde hun steun voor hun strijd met de Iroquois. Met zijn indiaanse gidsen verkende hij de verder stroomopwaarts gelegen gebieden van de rivier de Ottawa. Daarna volgde hij de French River tot hij aankwam bij een zoetwatermeer, dat hij het Attigouautau-meer noemde. Later werd dit meer bekend als het Huronmeer.

## Militaire expeditie
Op 1 september begon hij een militaire expeditie tegen de Iroquois, samen met de Huron-indianen. Zij gingen aan land aan de oostelijke punt van het Ontariomeer, waar zij hun kano's verborgen, en over land verdergingen. Ze volgden de Oneda rivier tot ze bij een Iroquois fort aankwamen. De aanval op het fort mislukte, en Champlain werd door twee pijlen in zijn been getroffen, waarvan een in zijn knie. De aanval duurde drie uur, waarna ze gedwongen waren te vluchten.
Alhoewel hij het eigenlijk niet wilde, werd hij door de Huron gedwongen om de winter bij hun door te brengen. Tijdens de winter verdwaalde hij bij een hertenjacht, en overleefde drie dagen in de wildernis tot hij bij toeval een groep indianen tegenkwam. Door deze ervaring kreeg hij een grote interesse in hoe de indianen leefden, en leerde veel van hun gedurende de rest van zijn verblijf bij de Hurons. Hij kwam terug in Quebec op 11 juni, en reisde door naar Frankrijk op 20 juli.

## Verbeteren van het bestuur in Nieuw-Frankrijk
Champlain kwam weer terug naar Nieuw-Frankrijk in 1620 en wijdde de rest van zijn leven aan het bestuur van de kolonie, en niet langer aan het verkennen van nieuwe gebieden.
In de winter bouwde hij Fort Saint-Louis op de top van Cap Diamant, de hoge rots bij Quebec. In de zomer ontdekte hij dat regering in Parijs de pelshandel had overdragen aan de gebroeders Caen. Na intensieve onderhandelingen werd besloten om Champlains handelscompagnieën te laten fuseren met die van Caen, terwijl de nieuwe compagnie onder leiding zou komen van de gebroeders Caen. Champlain bleef werken aan het verbeteren van de verhoudingen met de indianen en wist hen er zelfs van te overtuigen om een stamhoofd aan te stellen dat hij uitgekozen had. Hij wist ook een vredesverdrag met de Irokezen te sluiten.
Champlain bleef ook werken aan het verbeteren van de vestingwerken rond wat de stad Quebec zou worden.
Op 5 juli 1625 was hij weer in Quebec terug en breidde hij de nederzetting verder uit. In de zomer van 1628 plunderden Engelse kooplieden Cap Tourmente, een nederzetting aan de Saint Lawrencerivier, stroomafwaarts van Quebec. De gebroeders Kirke, Engelse kooplieden, eisten een deel van de pelshandel op, maar Champlain weigerde met hen te onderhandelen, waarna de Engelse kooplieden stopten met het bevoorraden van Champlains nederzetting. In het voorjaar van 1629 had Quebec een tekort aan voorraden en was Champlain gedwongen om zijn mensen naar het schiereiland van Gaspé te sturen om genoeg rantsoenen voor de overgebleven kolonisten te hebben. De gebroeders Kirke kwamen, onder leiding van David Kirke, terug op 29 juli en dwongen Champlain de stad over te geven. Champlain werd gevangengenomen en naar Londen overgebracht.
In gevangenschap schreef Champlain "Voyages de la Nouvelle France" (reizen van Nieuw-Frankrijk), opgedragen aan kardinaal Richelieu, die hem had geholpen met de financiering van de kolonie. Vervolgens schreef hij "Traité de la marine et du devoir d'un bon marinier". In 1632 werd Quebec krachtens het Verdrag van Saint-Germain aan Frankrijk teruggegeven en in 1633 was Champlain terug in Frankrijk. In de zomer van dat jaar, op 18 augustus 1633, keerde Champlain terug naar Quebec als commandant van Nieuw-Frankrijk, na een afwezigheid van vier jaar.
Op 18 augustus 1634 zond hij een verslag naar Richelieu, waarin hij verklaarde dat hij Quebec had herbouwd, zijn vestingwerken had versterkt, een nieuwe nederzetting had gebouwd vijftien mijl stroomopwaarts en verder een nederzetting bij Trois-Rivières. Hij was ook een offensief begonnen tegen de Irokezen.

## Ziekte en dood
In oktober 1635 werd Champlain door verlamming getroffen. Hij overleed op Eerste Kerstdag 1635 en werd als gouverneur opgevolgd door Charles Jacques de Montmagny. Hij werd tijdelijk begraven in een ongemarkeerd graf, terwijl een kapel voor zijn laatste rustplaats werd afgebouwd. Ongelukkigerwijze werd deze kapel in 1640 door brand verwoest. Het is onbekend wat er na 1640 met de kapel gebeurd is en daardoor is de precieze locatie van Champlains graf niet bekend. Voor hem werden diverse gedenktekens opgericht, onder andere in Couchiching Beach Park in Orillia (Ontario, Canada).